# The Art of Flight
Pour plus de détails, voir Fiche technique et Distribution.
The Art of Flight est un documentaire promotionnel autour du snowboard produit par Brain Farm Digital Cinema avec les supports financier et technique de Red Bull et Quiksilver. Ce film a été réalisé entre 2009 et 2011.

## Fiche technique
- Musique : Anthony Gonzalez
- Budget : Approx. $2,000,000

## Distribution
- Travis Rice
- Mark Landvik
- John Jackson
- Nicolas Müller
- Scotty Lago
- Bjorn Leines
- David Carrier Porcheron "DCP"
- Jeremy Jones
- Pat Moore
- Eero Niemela
- Kyle Clancy
- Eric Willett
- Bode Merrill
- Jack Mitrani
- Luke Mitrani
- Mark McMorris

## Lieux de tournage
- Alaska
- Nelson, Canada
- Chili
- Patagonie
- Jackson, Wyoming
- Aspen, Colorado
- Revelstoke, Canada

## Bande originale
1. defrag : element L
2. M83 : Outro
3. Hendrickson/Dick/Harry : Before the Storm
4. Deadmau5 : Ghosts 'n' Stuff (Nero Remix)
5. Oswin Macintosh : Passion Victim
6. The Naked and Famous : No Way
7. Apparat (musicien) : Ash/Black Veil
8. Klaus Badelt : Nowhere To Run
9. Blockhead : Sunday Seance (Loka Remix)
10. The Album Leaf : Another Day
11. The Naked and Famous : Young Blood
12. Mel Wesson : Motional Rescue_Pulse
13. Mel Wesson : Stark Light
14. Sigur Ros : Sigur 6 (Untitled)
15. M83 : Intro
16. Hum : Iron Clad Lou
17. The Black Angels : Young Men Dead
18. M83 : My Tears are Becoming a Sea
19. Okkervil River : Westfall
20. We are Augustines : Chapel Song

## Détails de production
Ce film a été tourné avec le système de caméra Red-One, GoPro Hero, Vision Research Phantom et Panasonic.